# Piętno Minnesoty
Piętno Minnesoty (ang. Feeling Minnesota) – amerykańska komedia romantyczna z 1996 roku w reżyserii Stevena Baigelmana. Zdjęcia kręcono w stanie Minnesota.

## Obsada
- Keanu Reeves – Jjaks Clayton
- Vincent D’Onofrio – Sam Clayton
- Cameron Diaz – Freddie Clayton
- Delroy Lindo – Red
- Dan Aykroyd – detektyw Ben Costikyan
- Courtney Love – Rhonda
- Tuesday Weld – Norma Clayton
- David Allan Smith – detektyw Lloyd
- Michael Rispoli – menedżer motelu